# Tabocas do Brejo Velho
Tabocas do Brejo Velho là một đô thị thuộc bang Bahia, Brasil. Đô thị này có diện tích 1550,518 km², dân số năm 2007 là 13595 người, mật độ 8,8 người/km².